# Ricki Lake Show

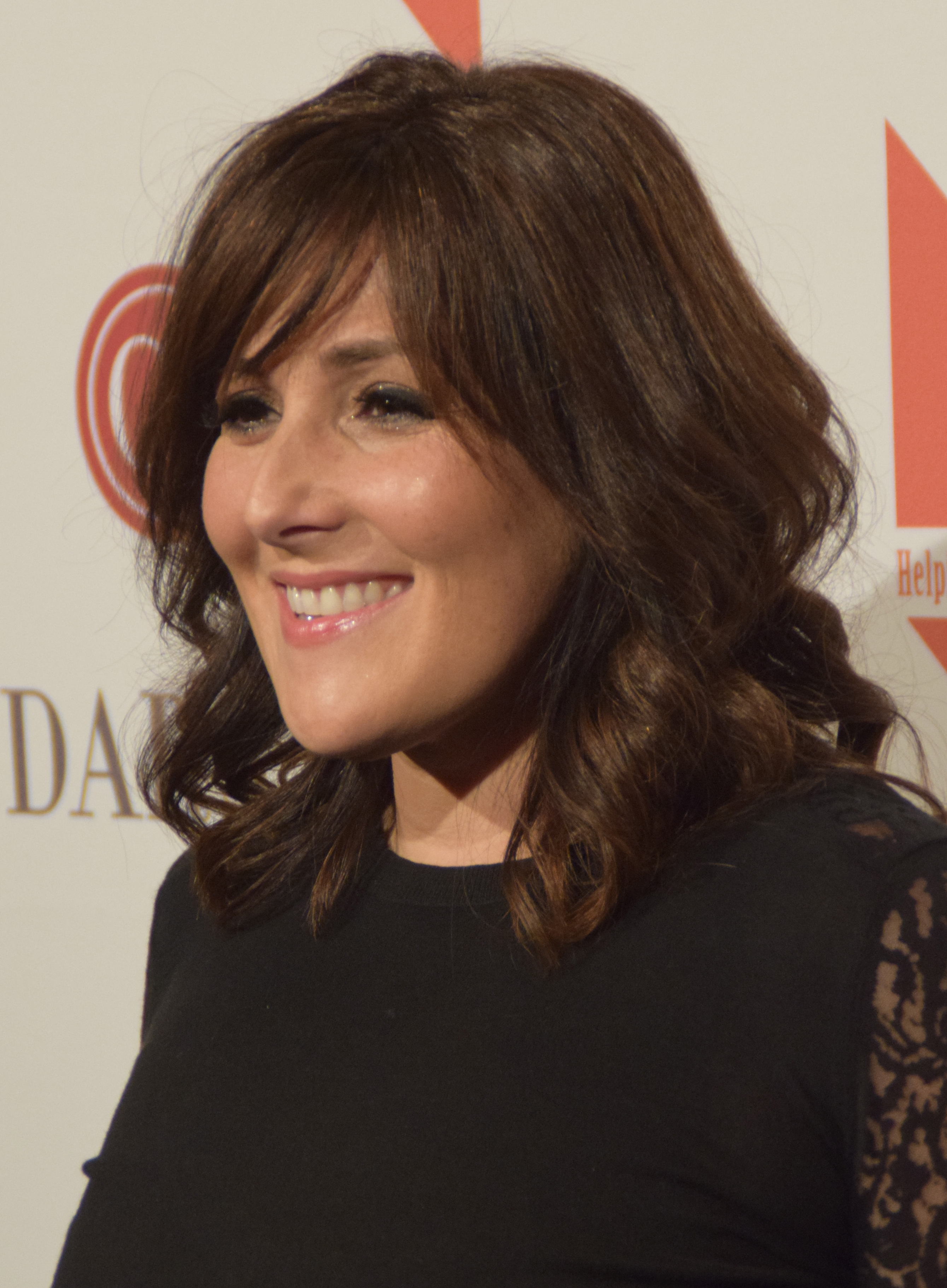
Programledaren Ricki Lake

Ricki Lake Show var under många år en av USA:s populäraste pratshower på dagtid med unga vuxna som målgrupp. Showen som började visas under 1993 lades ner 2004.
Programledaren Ricki Lake hade ämnen som berörde både högt och lågt och publiken fick ofta säga sitt i olika frågor eller kommentera de medverkande gästerna. Showen visades även internationellt och blev en succé i många länder däribland Sverige. Showen sändes i svenska TV3 på tidig kvällstid och senare under dagtid och hade som mest ett par hundratusen svenska tittare per avsnitt.